# Miguel Alzamora
Miguel Alzamora ou Miquel Alzamora (né le 17 février 1974 à Artà) est un coureur cycliste espagnol. Il a notamment été champion du monde de l'américaine en 1997 avec Joan Llaneras.

## Palmarès sur piste

### Jeux olympiques
- Sydney 2000
  - 12e de la poursuite par équipes
- Athènes 2004
  - 6e de l'américaine

### Championnats du monde
- Perth 1997
  -  Champion du monde de l'américaine (avec Joan Llaneras)

### Coupe du monde
- 1999
  - 1er de l'américaine à Cali (avec Joan Llaneras)
  - 1er de l'américaine à Mexico (avec Joan Llaneras)
  - 2e de l'américaine à Frisco
- 2002
  - 1er de l'américaine à Monterrey (avec Joan Llaneras)
  - 2e du scratch à Moscou
- 2003
  - 1er du scratch à Aguascalientes
  - 2e de l'américaine à Aguascalientes
- 2004
  - 2e de l'américaine à Sydney

### Championnats nationaux
| - 1992 - 3e du championnat d'Espagne de course aux points juniors - 1993 - 3e du championnat d'Espagne de l'américaine - 1994 - 3e du championnat d'Espagne de poursuite par équipes - 1995 - Champion d'Espagne de course aux points - 2e du championnat d'Espagne de l'américaine - 3e du championnat d'Espagne de poursuite par équipes - 1996 - 2e du championnat d'Espagne du scratch - 1998 - 2e du championnat d'Espagne de course aux points - 2000 - Champion d'Espagne de course aux points - 3e du championnat d'Espagne de poursuite par équipes - 2001 - Champion d'Espagne de course aux points | - 2002 - Champion d'Espagne de scratch - 2e du championnat d'Espagne de poursuite par équipes - 3e du championnat d'Espagne de course aux points - 2003 - 3e du championnat d'Espagne de course aux points - 3e du championnat d'Espagne de l'américaine - 2004 - 3e du championnat d'Espagne de l'américaine - 2006 - Champion d'Espagne de scratch - 3e du championnat d'Espagne de course aux points - 2007 - 3e du championnat d'Espagne de poursuite par équipes - 2008 - 3e du championnat d'Espagne du scratch |  |

## Palmarès sur route
- 1999
  - 1re étape de la Cinturón a Mallorca